# Martin (město)
Martin (do roku 1951 Turčiansky Svätý Martin, maďarsky Turócszentmárton, německy Turz-Sankt Martin, latinsky Sanctus Martinus, Martinopolis) je slovenské okresní město v Žilinském kraji, 22 kilometrů jihovýchodně od Žiliny a 170 kilometrů severovýchodně od Bratislavy v závěru Turčianské kotliny mezi Malou a Velkou Fatrou na řece Turiec, krátce před jejím ústím do Váhu. Žije v něm přibližně 50 tisíc obyvatel a je tak devátým největším slovenským městem a druhým největším městem Žilinského kraje.

## Historie
Na území dnešního Martina bylo zjištěno halštatské sídliště a také slovanský mohylník z 9. století. První zmínka o městě je z roku 1264, přesto již dříve zde pravděpodobně stál románský kostel. Roku 1340 získal Martin městská práva. Od 17. století do roku 1922 zde pak bylo centrum Turčianské župy. Ke konci 19. století zde začalo Slovenské národní obrození a od roku 1863 zde sídlí Matica slovenská. Dne 30. října 1918 zde byla podepsána Martinská deklarace, kterou podepsalo na dvě stě zástupců z celého Slovenska, kteří vyjádřili podporu požadavku vytvoření společného státu s Českem. Na konci druhé světové války byl Martin osvobozen 1. československým armádním sborem a Rumunskou armádou bojujícími na straně Rudé armády, 11. dubna 1945. V roce 1994 bylo město Martin zákonem vyhlášeno za národní kulturní centrum Slováků.

## Části města
Podle Statutu města Martin je území města tvořeno čtyřmi katastrálními územími (Martin, Příkop, Záturčí, Tomčany); administrativně sestává město ze sedmi městských částí.

### Městské části
1. Ľadoveň-Jahodníky-Tomčany
2. Stred
3. Sever
4. Košúty
5. Priekopa
6. Záturčie
7. Podháj-Stráne

### Sídliště
1. Jahodníky
2. Košúty
3. Ľadoveň
4. Priekopa
5. Sever
6. Záturčie

### Osady
1. Mestská Bôrová
2. Podstráne

## Průmysl
Martin byl za dob ČSSR významným střediskem těžkého strojírenství. Nejznámější výrobky podniku ZŤS Martin / Turčianske strojárne byly tanky T55 a T72, motory do lokomotiv a traktory. Firmu tady měla i italská firma Lombardini. Stále se zde však vyrábí papír, nábytek, potraviny a sídlí zde renomovaná tiskařská firma Neografia. Z nově vzniklého průmyslu je zde výroba obuvi ECCO, SKANSKA, strojařská firma Viena nebo výroba komponentů Volkswagen.

## Doprava
Městem prochází železniční trať Zvolen–Vrútky. Městská hromadná doprava provozuje 24 autobusových linek.

## Školství
Martin je sídlem Jesseniovy lékařské fakulty Univerzity Komenského, která se v rankingu ARRA (Slovenský akademický rating) řadí několik let po sobě na první místo mezi lékařskými fakultami Slovenska. Aktuálně zde studuje několik stovek norských studentů. Budovu gymnázia z třicátých let 20. století projektoval brněnský architekt Bohuslav Fuchs.

## Pamětihodnosti
- Kostel svatého Martina, raně gotická stavba patrně ze 13. století
- Etnografické muzeum
- Budova Slovenského národného múzea z roku 1906 s Muzeem Andreja Kmeťa
- Slovenské komorné divadlo
- Evangelický kostel z roku 1784
- Národný cintorín, kulturní památka z 18. století, pohřbeni jsou zde desítky osobností jako československý premiér Milan Hodža nebo fotograf Karel Plicka
- Kaštel v Záturčí, původně evangelický kostel z roku 1640, přestavěný koncem 19. století na zámek
- Muzeum slovenské dědiny, skanzen, největší přírodní expozice na Slovensku o rozloze 15,5 ha jihovýchodně od centra v městské části Jahodníky
- Múzeum Martina Benku, muzeum slovenského malíře Martina Benka
- Župní dům – sídlo Turčianské galérie[6]

## Osobnosti
- Jan Arnošt I. Sasko-Výmarský (1594 Altenburg – 1626 Martin), sasko-výmarský vévoda z rodu ernestinské větve Wettinů.[7]
- Oľga Borodáčová (1899–1986), herečka a pedagožka
- Zdeno Cíger (* 1969), lední hokejista, trenér
- Ivan Hoffman (* 1952), novinář, rozhlasový komentátor
- Adolf Horváth (1879–1934), politik
- Zora Jesenská (1909–1972), spisovatelka a literární kritička
- Janko Jesenský (1874–1945), politik, básník a spisovatel
- Ján Kalinčiak (1822–1871), spisovateľ a básník
- Jana Kirschner (* 1978), zpěvačka
- Ľuboš Kostelný (* 1981), herec
- Zuzana Kronerová (* 1952), herečka
- Hana Meličková (* 1900), herečka
- Svetozár Stračina (1940–1996), hudební skladatel, folklorista
- Zuzana Šulajová (* 1978), herečka
- Róbert Švehla (* 1969), lední hokejista

## Partnerská města
- Karviná, Česko
- Jičín, Česko